# Потуловка (Мордовия)
Потуловка — деревня в Инсарском районе Республики Мордовия. Входит в состав Сиалеевско-Пятинского сельского поселения Инсарского района. Население 4 (2010) человек.

## География
Деревня располагается на берегу реки Инсарка. Расстояние до сельского центра — 17 км, а до районного — 28 км. Деревня связана грунтовыми дорогами с селом Сиалеевская Пятина и деревней Чурдюмка. Абсолютная высота 245 метров над уровнем моря.

## Название
Название-антропоним: в служебной иерархии Пензенской губернии Потуловы занимали высокое положение. Один из них (полковник Потулов), как сообщается в актовом документе 1783 года, являлся «директором экономии. Пензенской губернии».

## История
Деревня была основана в конце XVII века. В 1869 году в деревня Инсарские Вершины (Потуловка) состояла из 18 дворов Мокшанского уезда. В середине XIX века в Мокшанском уезде с таким названием были и другие населённые пункты: село Потуловка (Елизино), деревня Потуловка (Еланка) и др.
После революции Потуловка перешла в подчинение сельскому и волостному советам Сиалеевской Пятины. Жители деревни работали на местных колхозах, в том числе и на сиалеевско-пятинском колхозе «Путь к коммунизму».
Сейчас в Потуловке практически не осталось местных жителей, а инфраструктура не развита.

## Население
| 1989 | 2002 | 2010 |
| ---- | ---- | ---- |
| 22   | ↘11  | ↘4   |

Национальный состав
Согласно результатам переписи 2002 года, в национальной структуре населения русские составляли 100 % из 11 человек.
1869 год — 18 дворов, 63 человека.
2017 год — 2 человека

## Достопримечательности
Казённый лес — небольшой лесной массив. В своей основе средневозрастный сосновый бор с присутствием мелколистных лиственных пород деревьев и кустарника березы, осины, вяза, ясеня, лещины в виде второго лесного яруса. Сосновый лес даже с небольшой примесью других древесных пород по разнообразию грибов намного богаче чистого соснового леса.